# Serge Lehman
Pour les articles homonymes, voir Lehman.
Œuvres principales
- La trilogie F.A.U.S.T.
- Escales sur l'horizon
- Le haut-lieu et autres espaces inhabitables
- La Brigade chimérique
- L'Homme gribouillé
- Maîtres du vertige

Serge Lehman, nom de plume de Pascal Fréjean, né le 12 juillet 1964 à Viry-Châtillon dans l'Essonne, est un écrivain, scénariste et critique français. Il est depuis le milieu des années 1990 l’une des figures du fantastique et de la science-fiction en France.
Il a publié sous les pseudonymes de Corteval, Don Hérial et Karel Dekk.

## Biographie

### Débuts littéraires
Né dans une famille d’enseignants, Serge Lehman découvre la science-fiction à l’âge de dix ans, expérience qui constitue selon lui une révélation et une compensation symbolique au divorce de ses parents. Adolescent « humanoïde », fasciné par les revues Strange et Métal Hurlant et par des auteurs comme Philip K. Dick ou Michel Jeury, il est encore élève au Lycée Jean-Baptiste-Corot de Savigny-sur-Orge lorsqu’il commence à publier, dans les fanzines, des nouvelles et des histoires courtes en bande dessinée ; il crée aussi en 1982 l’une des premières émissions consacrées aux “mauvais genres” sur la bande FM qui vient de s’ouvrir. Après une année d’Hypokhâgne, il interrompt ses études pour travailler comme libraire mais c’est la reprise d’un cursus d’histoire des sciences à la Sorbonne en 1987 qui lui fournit la matière de ses premières publications professionnelles, dans la presse et aux éditions Fleuve Noir.
Il se définit comme « polygraphe ».

### Les années 1990
Déterminé à vivre de sa plume, Lehman délaisse provisoirement la bande dessinée et publie au cours des dix années suivantes dix romans, quatre-vingt nouvelles et une centaine d’articles et d’essais dont certains contribuent à refaçonner le paysage de la SF française. La trilogie cyberpunk F.A.U.S.T., le space-opera Aucune étoile aussi lointaine et l’anthologie Escales sur l’horizon, tous parus entre 1996 et 1998, manifestent ce désir de relancer le genre que Lehman partage avec d’autres écrivains apparus à la même époque, Ayerdhal, Pierre Bordage, Laurent Genefort ou Maurice G. Dantec. Mais sa production est irrégulière et parfois erratique. Auteur « à éclipses », insuffisamment détaché de ses modèles et luttant contre la dépression, il s’éloigne de la fiction pour se consacrer à la critique, à la presse et au cinéma.

### Les années 2000
Invité par le journal L’Humanité à tenir, pendant toute l’année 2000, une chronique hebdomadaire  et par Enki Bilal à participer au scénario d’Immortel, ad vitam, Lehman disparaît fin 2001 : « [ses] moteurs symboliques se sont arrêtés d’un coup. » L’impossibilité d’écrire Metropolis, uchronie d’une Europe qui n’aurait pas connu la première guerre mondiale, débouche sur une crise profonde qui affecte son rapport au langage. Cette expérience, évoquée dans la conférence La légende du processeur d’histoire et l’essai autobiographique C’est dans la boîte  possède une dimension métaphysique qu’on retrouve dans la plupart des textes écrits par Lehman depuis son retour en 2005, y compris ses scénarios de bande dessinée qui l’occupent désormais prioritairement. Cocréateur de la collection Flambant 9 aux éditions de l’Atalante, il publie une dizaine d’albums entre 2007 et 2010. La série en six volumes La Brigade chimérique, coécrite avec Fabrice Colin et dessinée par Gess, semble une tentative de synthèse puisqu’on y retrouve aussi bien la ville de Metropolis que le concept de “processeur d’histoire” et celui du monde comme “récit multimédia”. Trois œuvres prolongent cette veine : L’homme truqué, album inspiré de la novella éponyme de Maurice Renard (l’Atalante, 2013) et L’Œil de la nuit, une trilogie racontant les origines du personnage du Nyctalope de Jean de La Hire (Delcourt, 2015-2016), toutes deux dessinées par Gess, ainsi que la tétralogie Metropolis (Delcourt, 2014-2017) dessinée par Stéphane de Caneva, dans laquelle Lehman avoue avoir exorcisé son roman jamais écrit.
Parallèlement à son activité de scénariste, Lehman remanie et réédite une partie de ses romans et nouvelles dans trois recueils , publie deux anthologies  et devient critique au Monde des Livres. À l'été 2012, il codirige avec Benoit Laureau un numéro spécial de La Quinzaine littéraire intitulé Écrire le futur ?

## Théorie et critique
Si Lehman s’est longtemps défini comme un « militant » face à une culture française « terrorisée par le futur et les sciences », il semble avoir pris, depuis son retour à l’écriture en 2005, un virage plus ambigu en  suggérant que la SF a, au vingtième siècle, recueilli clandestinement les grands récits métaphysiques et religieux en déshérence. La préface à son anthologie Retour sur l’horizon dans laquelle cette idée est ébauchée a suscité plusieurs réponses. L’autre chantier ouvert en 2006 est la réhabilitation du « roman scientifique », c’est-à-dire la SF française antérieure à 1950, oubliée au profit d’une histoire purement américaine du genre. Lehman emprunte au scénariste et éditeur Jean-Marc Lofficier le terme d’« amnésie volontaire » pour décrire ce phénomène où il voit la trace d’un conflit survenu dans l’imaginaire collectif pendant la deuxième guerre mondiale. La figure du super-héros, présente chez Lehman dès le début, semble être la clé de cette double enquête qui se poursuit indifféremment sous forme critique, autobiographique et fictionnelle.

## Le choc des attentats de janvier 2015
A l’occasion du premier anniversaire des attentats de janvier 2015 contre le journal Charlie Hebdo et le magasin HyperCacher de la Porte de Vincennes, Lehman publie un essai en BD, L’Esprit du 11 janvier, une enquête mythologique, dessiné par Gess (Delcourt, 2016). L’ambition de l’auteur est « de garder une trace » de l’union nationale qui a saisi la France après l’attentat, « comme on enregistre un phénomène atmosphérique très rare ». L’angle choisi par Lehman est celui des multiples coïncidences qui ont émaillé la semaine de l’attentat et lui ont conféré un caractère « miraculeux », noté par de nombreux observateurs (la Une de Charlie Hebdo sur Michel Houellebecq le jour de la sortie de son roman Soumission, l’intervention d’Ahmed Merabet et de Lassana Bathily, deux musulmans, contre les frères Kouachi, etc). Sous-titré « une enquête mythologique » et présenté en quatrième de couverture comme une « rêverie », le livre, écrit au printemps 2015, s’ouvre sur un constat amer : « L’esprit du 11 janvier est mort ». Mais ce constat est aussitôt renversé : « Sa vie posthume peut commencer. » Les dernières pages du livre racontent la participation de Lehman à la grande marche du 11 janvier 2015 et le sentiment de confiance qu’il en a retiré.

## Renouveau fantastique
En 2018, Lehman publie aux éditions Delcourt L'Homme gribouillé, un roman graphique de 330 pages mis en images par le dessinateur suisse Frederik Peeters. Cette œuvre qui raconte l’histoire d’une famille de femmes confrontées au secret de leur origine connaît un grand succès critique et public, et témoigne que la veine « mythologique » amorcée en 2015 est appelée à se prolonger dans l’œuvre du scénariste. On y retrouve, sous une forme renouvelée, ses sujets de prédilection : la revitalisation de l’imaginaire européen, l’Histoire, les contes et les légendes comme terreau narratif, le recours aux genres (le giallo italien), l’emploi des figures de la culture populaire (les monstres géants) comme savante (le Golem). Lehman et Peeters se retrouvent en 2022, à nouveau chez Delcourt, pour une série policière en cinq volumes, Saint-Elme, où le fantastique est « plus subtil » mais bien présent, tandis que l'univers de L'Homme gribouillé fait l'objet d'un nouvel album dessiné par Stéphane De Caneva, Les Navigateurs, mise en scène d'un Paris parallèle, sauvage et barbare, dont on retrouve la trace dans les peintures d'Odilon Redon et de ses disciples (Delcourt, 2024, Prix René Goscinny du meilleur scénario).
La science-fiction n’est cependant pas abandonnée puisque Lehman donne en 2022 une suite contemporaine à La Brigade chimérique. Dessiné par Stéphane de Caneva, ce feuilleton en huit épisodes intitulé Ultime Renaissance et directement publié en intégrale chez Delcourt raconte le retour des héros de « l’âge du radium » dans le contexte du Grand Paris contemporain. Lehman collabore aussi avec l’illustrateur Yann Legendre pour l’album Vega, une dystopie située à la fin du XXIème siècle dans un contexte géopolitique imaginaire, « la guerre sourde » (Albin Michel, 2022). Cette histoire centrée sur le sauvetage de la dernière femelle orang-outan de la Terre a fait l’objet d’une exposition aux Rencontres du 9e Art d’Aix-en-Provence, pour laquelle Legendre a réalisé à partir de l’album quatre fresques géantes, présentées avec une bande-son originale.
En parallèle, Lehman poursuit son travail d’archéologue littéraire sur la science-fiction française ancienne avec l’anthologie Maîtres du Vertige (L’Arbre Vengeur, 2021). La préface de plus de cent pages qui ouvre le volume a reçu le Grand Prix de l’Imaginaire dans la catégorie essai, faisant de Lehman l’auteur français à avoir reçu ce prix le plus grand nombre de fois.

## Œuvres

### Romans
- La Guerre des sept minutes (trilogie inachevée)
  - Tome 1 : La Loi majeure. Fleuve Noir, Anticipation no 1738 (1990)
  - Tome 2 : Hydres. Fleuve Noir, Anticipation no 1762 (1990)
- Espion de l’étrange
  - a. Fleuve Noir, Anticipation no 1842 (1991)
  - b. Dans le recueil Espion de l’étrange. Les Moutons électriques (2011)
- Le Haut-lieu
  - a. Fleuve Noir Frayeurs no 15 (1995)
  - b. Dans le recueil Le Haut-lieu et autres espaces inhabitables. Denoël, Lunes d’Encre (2008)
- Le Cycle de F.A.U.S.T.
  - Tome 1 : F.A.U.S.T. Fleuve Noir (1996)
  - Tome 2 : Les Défenseurs. Fleuve Noir (1996)
  - Tome 3 : Tonnerre lointain. Fleuve Noir (1997)
  - Un quatrième tome (L'Âge de chrome) a été annoncé mais n'est pas paru
  - La trilogie, ainsi que le roman "Wonderland" et la novella "Nulle part à Liverion" sont repris dans F.A.U.S.T. L'intégrale. Le Diable Vauvert (2019)[23]
- L’Ange des profondeurs
  - a. Fleuve Noir, Mystères no 24 (1997)
  - b. Dans le recueil Espion de l’étrange. Les Moutons électriques (2011)
- Wonderland
  - a. Fleuve Noir, Anticipation no 2000 (1997)
  - b. In : F.A.U.S.T. L'intégrale. Le Diable Vauvert (2019)
- Aucune étoile aussi lointaine
  - a. J’ai lu, Millénaires (1998)
  - b. J’ai lu, SF no 5611 (2001)

### Recueils
- La Sidération (six nouvelles)
  - Première publication : collection Encrage, Lettres SF no 2 (1996)
  - Seconde publication : repris dans Le Livre des Ombres, éditions L’Atalante (2005)
- Le Livre des Ombres (vingt-cinq nouvelles)
  - L’Atalante, la dentelle du Cygne (2005)
- Le Haut-lieu et autres espaces inhabitables (un court roman et cinq nouvelles)
  - a. Denoël, Lunes d’Encre (2008)
  - b. Gallimard, Folio SF no 406 (2011)
- Espion de l’étrange (deux courts romans et quatre nouvelles)
  - Les Moutons électriques, la Bibliothèque Voltaïque (2011)
- L'art du vertige (une vingtaine d'articles et d'essais)
  - Les Moutons électriques, la Bibliothèque des vertiges (2023)

### Anthologies
- Escales sur l’horizon
  - Fleuve Noir (1998)
- Les Dinosaures
  - Librio no 328 (1999)
- Chasseurs de chimères
  - Omnibus (2006)
- Retour sur l’horizon
  - a. Denoël, Lunes d’encre (2009)
  - b. Gallimard, Folio SF no 437 (2012)
- La Guerre des règnes de J.-H. Rosny aîné
  - Bragelonne (2012)
- Maîtres du vertige : six récits de l'âge d'or, L'Arbre vengeur, 2021

### Nouvelles
- L'Inversion de Polyphème, publiée dans la revue Bifrost no 5, Le Bélial', 1997 ; réédition, Le Bélial', coll. « Une heure-lumière » no 57, 2025
- Origine de la Première Loi de Purnath, publiée dans Histoires de cochons et de science-fiction (1998) ;
- Dans l'abîme (1999), publiée dans Les Horizons divergents ;
- Le Temps des Olympiens, publiée dans Destination 3001 (2000) ;
- Nulle part à Liverion, publiée dans Les Passeurs de millénaires (2005).

### Cinéma
- Immortel, ad vitam d’Enki Bilal d’après La Trilogie Nikopol (scénario et adaptation)
  - a. Sortie salles : mars 2004
  - b. TF1 vidéo (novembre 2004)

### Bande dessinée
- La Saison de la Couleuvre (avec Jean-Marie Michaud, trois tomes), Éditions L’Atalante, Flambant 9, 2007-2010[24],[25]
- Thomas Lestrange (avec Sarah Debove), Éditions L’Atalante, Flambant 9, 2007
- La Brigade chimérique (avec Fabrice Colin, Gess, Céline Bessonneau)
  - a. En six tomes. L'Atalante, Flambant 9, 2009-2010
  - b. Intégrale. L'Atalante, L'Hypermonde, 2012
- Chambres meublées (textes sur peintures de Jean-Michel Nicollet), Zanpano, tirage limité, 2011
- Masqué (avec Stéphane Créty, Julien Hugonnard-Bert, Gaétan Georges
  - a. En quatre tomes. Delcourt, Néopolis, 2012-2013
  - b. Intégrale. Delcourt, 2022
- L'Homme truqué (avec Gess), L'Atalante, L'Hypermonde, 2013
- Metropolis (quatre tomes, avec Stéphane De Caneva, Dimitri Martinos), Delcourt, Machination, 2014-2017
- La Grande Evasion tome 7 : Asylum (avec Dylan Teague et Cyril Saint-Blancat), Delcourt, 2014
- L'Œil de la Nuit (avec Gess, trois tomes), Delcourt, 2015-2016
- L'Esprit du 11 janvier, une enquête mythologique (avec Gess), Delcourt, 2016
- collection Sept, troisième saison : Sept mages (avec Emmanuel Roudier et Simon Champelovier), Delcourt, 2016
- L'Homme gribouillé (avec Frederik Peeters), Delcourt, 2018
- Saint-Elme, Delcourt (avec Frederik Peeters)
  - 1. La vache brûlée, 2021
  - 2. L'avenir de la famille, 2022
  - 3. Le porteur de mauvaises nouvelles, 2022
  - 4. L'Œil dans le dos, 2023
  - 5. Les Thermopyles, 2024
- La Brigade chimérique - Ultime Renaissance (avec Stéphane De Caneva et Lou), Delcourt, 2022
- Vega (avec Yann Legendre), Albin Michel, 2022
- Les Navigateurs (avec Stephane De Caneva), Delcourt, 2024

### Principaux articles et essais
- Les Enfants de Jules Verne
  - Préface à l’anthologie Escales sur l’horizon. Fleuve Noir (1998)
- Les Mondes perdus de l’anticipation scientifique française
  - a. Conférence. Salon Imagina (1999)
  - b. Le Monde Diplomatique no 544 (1999)
- Vers la fiction analogique
  - Solaris no 138 (2001)
- La Physique des métaphores
  - Europe no 870 (2001)
- La Légende du processeur d’histoire
  - a. Conférence. 5e colloque international de science-fiction de Nice (2005)
  - b. Cycnos, volume 22, no 1 (2005)
  - c. Fiction no 3 (2006)
  - d. Rosa b. no 5 (également disponible en anglais, 2011)
  - e. L'art du vertige (2023)
- Par-delà le vortex
  - Postface à l’Encyclopédie des Terres creuses de J. Altairac et G.Costes. Encrage, Interfaces no 4 (2006)
  - L'art du vertige (2023)
- Hypermondes perdus
  - Préface à l’anthologie Chasseurs de chimères. Omnibus (2006)
  - L'art du vertige (2023)
- Un Paysage de temps
  - Préface au recueil de M. Jeury La vallée du temps profond. Les Moutons électriques (2008)
  - L'art du vertige (2023)
- L'Empire uchronique de Jean-Ferdinand Choublanc
  - Postface à l'intégrale n&b de la Trilogie Nikopol d'Enki Bilal. Casterman (2009)
  - L'art du vertige (2023)
- Le Retour des humanoïdes
  - Préface à l’anthologie Retour sur l’horizon. Denoël (2009)
  - L'art du vertige (2023)
- Une Littérature plus complexe et plus haute
  - Postface à l’anthologie La guerre des règnes. Bragelonne (2012)
- L'Anticipation à coups de marteau
  - Introduction au numéro spécial de La Quinzaine littéraire Écrire le futur ? (2012)
- L'Étrange cas du roman scientifique (notes pour une théorie de l'influence spectrale)
  - Préface à l’anthologie de J.-C. Lanuque Dimension merveilleux-scientifique tome 2. Rivière blanche (2017)
- La Pulpe et la Moëlle
  - Préface à l'anthologie Maîtres du vertige. L'Arbre vengeur (2021)
- Mille jours de nuit
  - Préface au recueil L'art du vertige. Les Moutons électriques (2023)
- L'affaire George Spad
  - Postface à L'Homme chimérique de George Spad. Les Moutons électriques (2024)

## Prix littéraires
Grand prix de l'Imaginaire
- 1994 : Dans l'abîme (nouvelle)
- 1996 : Le Collier de Thasus (nouvelle)
- 1997 : F.A.U.S.T. (roman)
- 1998 : Escales sur l'horizon (anthologie, prix spécial)
- 2011 : La Brigade chimérique (bande dessinée)
- 2022 : La Pulpe et la Moëlle (essai)

Prix Rosny-aîné
- 1995 : Dans l'abîme (nouvelle)
- 1997 : F.A.U.S.T. (roman)
- 2007 : Origami (nouvelle)

Prix Ozone
- 1997 : F.A.U.S.T. (roman)
- 1997 : Nulle part à Liverion (nouvelle)
- 1998 : L'Inversion de Polyphème (nouvelle)
- 1999 : Aucune étoile aussi lointaine (roman)

Prix Bob Morane
- 1999 : Aucune étoile aussi lointaine (roman)
- 2007 : Chasseurs de chimères (anthologie, prix spécial)

Prix des lycéens de la ville de Metz
- 1999 : Aucune étoile aussi lointaine (roman)

Prix BDGest
- 2010 : La Brigade chimérique (bande dessinée, prix du Jury)
- 2018 : L'Homme gribouillé (bande dessinée, prix du meilleur album 2018)

Prix René-Goscinny
- 2025 : Les Navigateurs (meilleur scénariste)

#### Sources primaires
- En 2006, un dossier spécial et une interview ont paru dans le no 42 de la revue Bifrost.
- En juillet 2010, un important entretien avec P. Jouan est paru dans le magazine Chronic'art.
- Le 28 février 2012, Serge Lehman est l'invité du Rendez-vous de Laurent Goumarre sur France Culture, où il fait le point sur sa carrière.
- Radium Unlimited, interview de Serge Lehman sur La Brigade chimérique par Dominiq Jenvrey, documentaire vidéo d'Alessandro Mercuri et Haijun Park (25 min), diffusé sur ParisLike, 2013  (ISSN 2117-4725)

#### Sources secondaires
- Natacha Vas-Deyres, « Quand la nouvelle  réécrit le roman : Le Livre des Ombres de Serge Lehman », dans Apparitions fantastiques, Rennes, Presses universitaires de Rennes, coll. « Interférences », 2018 (ISBN 9782753574298, lire en ligne).